# マニカトステークス
マニカトステークス（Manikato Stakes）とはオーストラリアビクトリア州メルボルン郊外のムーニーヴァレー競馬場で行われる競馬の競走である。

## 概要
グループ制ではG1に類される。施行距離は芝1200メートルで、出走条件は3歳以上のサラブレッド。賞金総額は40万AUD。毎年10月に開催される。
競走名はオーストラリアの歴史的スプリンターマニカトに由来している。創設当初はフリーウェイステークス（Freeway Stakes）という名の競走であったが、1984年にマニカトが死亡したことを受けて、同馬を称えるために名称が変更された。マニカト自身も改名前の同競走に出走しており、2度勝利（1979年・1982年）している。

## 歴史
- 1968年 - フリーウェイステークス（Freeway Stakes）の名称で創設。当時の施行距離は6ハロン。
- 1972年 - メートル法の導入により、距離が1200メートルに改定される。
- 1979年 - グループ2に格付けされる。
- 1984年 - 競走名をマニカトステークス（Manikato Stakes）に改める。
- 1989年 - グループ1に昇格。

## 近年の勝ち馬
- 2024 - Southport Tycoon[1]
- 2023 - Imperatriz[2]
- 2022 - Bella Nipotina[3]
- 2021 - Jonker[4]
- 2020 - Hey Doc[5]
- 2019 - Loving Gaby[6]
- 2018 - Brave Smash[7]
- 2017 - Hey Doc[8]
- 2016 - Rebel Dane[9]
- 2015 - Chautauqua[10]
- 2014 - Lankan Rupee[11]
- 2013 - Buffering
- 2012 - Sea Siren
- 2011 - Sepoy
- 2010 - Hay List
- 2009 - Danleigh
- 2008 - Typhoon Zed
- 2007 - Gold Edition
- 2006 - Miss Andretti
- 2005 - Spark Of Life
- 2004 - Spark Of Life
- 2003 - Spinning Hill
- 2002 - Spinning Hill
- 2001 - Piavonic
- 2000 - Sunline
- 1999 - Redoute's Choice